# Neobisium simoni
Espèce
Synonymes
- Obisium simoni L. Koch, 1873

Neobisium simoni est une espèce de pseudoscorpions de la famille des Neobisiidae.

## Distribution
Cette espèce se rencontre au Portugal, en Espagne, en France, aux Pays-Bas, en Allemagne, en Pologne, en Hongrie, en Autriche, en Suisse et en Italie.

## Liste des sous-espèces
Selon Pseudoscorpions of the World (version 3.0) :
- Neobisium simoni petzi Beier, 1939
- Neobisium simoni simoni (L. Koch, 1873)

## Systématique et taxinomie
Cette espèce a été décrite sous le protonyme Obisium simoni par L. Koch en 1873. Elle est placée dans le genre Neobisium par Beier en 1932.

## Publications originales
- L. Koch, 1873 : Uebersichtliche Dartstellung der Europäischen Chernetiden (Pseudoscorpione). Bauer und Raspe, Nürnberg, p. 1-68 (texte intégral).
- Beier, 1939 : Die Pseudoscorpione des oberösterreichischen Landesmuseums in Linz. Jahrbuch des Vereines für Landeskunde und Heimatpflege im Gau Oberdonau, Linz, vol. 88, p. 303-312.